# IC 5208
IC 5208 је лентикуларна галаксија у сазвјежђу Тукан која се налази на листи објеката дубоког неба у Индекс каталогу.
Деклинација објекта је - 65° 13' 39" а ректасцензија 22h 24m 34,1s. Привидна величина (магнитуда) објекта IC 5208 износи 13,9 а фотографска магнитуда 14,8. IC 5208 је још познат и под ознакама ESO 108-29, PGC 68788.